# Eleanor Glanville
Eleanor Glanvillle (1654–1709) byla britskou entomoložkou, jejíž jméno v angličtině nese hnědásek kostkovaný (meitaea cinxia, anglicky glanville fritillary), kterého v 60. letech 17. století chytila v Lincolnshire.

## Život
Eleanor Glanville byla starší ze dvou dcer majora Williama Goodrickeho a jeho ženy Eleanor. Po smrti otce mladší dcera Mary zdědila peníze a Eleanor nemovitost v Somersetu. V dubnu 1676 se provdala za malíře Edmunda Ashfielda se kterým měla tři děti. Manžel zemřel v roce 1690 a brzy poté se provdala za Richarda Glanvilleho. Richard byl násilník, který Eleanor vyhrožoval zastřelením a vymyslel i plán na únos dítěte. V roce 1698 se rozvedli a tehdy se její zájem o motýli začal více projevovat.
Místní dívky jí pomáhaly sbírat housenky, které Eleanor odchovávala, aby mohla studovat jejich metamorfózu. Své pomocníky použila, jak bezpečně přenášet a balit motýli k odeslání. Spolupracovala a vedla pravidelnou korespondenci s Jamesem Petiverem, lékárníkem z Londýna, který byl v této době známým naturalistou a sběratelem hmyzu. Pojmenoval mnoho druhů motýlů. Eleanor byla jeho dobrou přítelkyní. Z těchto zachovaných dopisů vyplývá, že si Eleanor vedla přesné záznamy o larvách a byla jednou z prvních, kteří popsali rozmnožování motýlů.
Bála se, aby se její majetek nedostal Richardovi Glanvillovi. Vyškrtla ho tedy ze závěti. Její nejstarší syn Forest tuto závěť po Eleanořině smrti napadl z důvodu jejího šílenství a jako důkaz předložil její entomologickou činnost. Spor vyhrál a její pozemky prodal.